# Exodus: Istenek és királyok
Az Exodus: Istenek és királyok (eredeti cím: Exodus: Gods and Kings) egy 2014-ben bemutatott spanyol-amerikai történelmi kalandfilm, melyet Ridley Scott rendezett, valamint Adam Cooper, Bill Collage, Jeffrey Caine és Steven Zaillian írt. A főszereplők Christian Bale, Joel Edgerton, John Turturro, Aaron Paul, Ben Mendelsohn, Sigourney Weaver és Ben Kingsley.
Az Amerikai Egyesült Államokban 2014. december 12-én mutatta be a 20th Century Fox, Magyarországon egy nappal hamarabb, december 11-én szinkronizálva. A filmet Ridley Scott öccsének, Tony Scottnak ajánlották.
A film vegyes fogadtatásban részesült, ám negatív kritikákat kapott az értékelőktől. Dicsérték a színészi teljesítményt és a látványosságot, de a kritikusok leértékelték a filmet. A Metacritic oldalán a film értékelése 52% a 100-ból, ami 41 véleményen alapul. A Rotten Tomatoeson az Exodus: Istenek és királyok 28%-os minősítést kapott, 128 értékelés alapján.

## Szereplők
| Színész          | Szereplő     | Magyar hang        |
| ---------------- | ------------ | ------------------ |
| Christian Bale   | Mózes        | Fekete Ernő Tibor  |
| John Turturro    | I. Széthi    | Schnell Ádám       |
| Joel Edgerton    | II. Ramszesz | Maday Gábor        |
| Aaron Paul       | Józsua       | Szabó Máté         |
| Sigourney Weaver | Tuja         | Menszátor Magdolna |
| Ben Kingsley     | Nún          | Szilágyi Tibor     |
| Ben Mendelsohn   | Hegep        | Vida Péter         |
| María Valverde   | Cippóra      | Tarr Judit         |
| Indira Varma     | Főpapnő      | Borbély Alexandra  |
| Hiam Abbass      | Bithiá       | Andresz Kati       |
| Kevork Malikyan  | Jetró        | Dengyel Iván       |

További magyar hangok: Gerő Botond, Karácsonyi Zoltán, Pálmai Anna, Petridisz Hrisztosz, Fullajtár Andrea, Makranczi Zalán, Papp Dániel, Salinger Gábor, Nagypál Gábor, Szatmári Attila, Bognár Tamás, Horváth-Töreki Gergely, Fehér Péter, Albert Gábor, Fehérváry Márton, Kis-Kovács Luca, Lipcsey Borbála, Mészáros András, Mohácsi Nóra, Németh Attila István, Stern Dániel, Szkárosi Márk, Straub Martin, Várday Zoltán